# Hrvatski odbojkaški kup Snježane Ušić 2023./24.
Hrvatski odbojkaški kup Snježane Ušić za seniorke za sezonu 2023./24. je osvojila "Mladost" iz Zagreba.

## Rezultati

### Osmina završnice
| rb | datum              | mjesto odigravanja                     | par                                            | rez. | setovi                     | napomene | izvještaj |
| -- | ------------------ | -------------------------------------- | ---------------------------------------------- | ---- | -------------------------- | -------- | --------- |
| 1. | 19. studenog 2023. | Osijek, NŠD Gradski vrt                | Osijek - Mladost Zagreb                        | 0:3  | 14:25, 13:25, 16:25        |          |           |
| 2. | 18. studenog 2023. | Vinkovci, SD Lenije                    | Vinkovci - Kelteks Karlovac                    | 0:3  | 17:25, 14:26, 18:25        |          |           |
| 3. | 19. studenog 2023. | Split, dvorana OŠ Ravne njive          | Brda Split - Dinamo Zagreb                     | 1:3  | 15:25, 25:18, 10:25, 12:25 |          |           |
| 4. | 19. studenog 2023. | Dubrovnik, SD Gospino Polje            | Dubrovnik - Marina Kaštela (Kaštel Gomilica)   | 1:3  | 18:25, 25:21, 24:26, 16:25 |          |           |
| 5. | 18. studenog 2023. | Zagreb, ŠSD Boško Božić Pepsi          | Olimpik Zagreb - Ribola Kaštela (Kaštel Stari) | 0:3  | 8:25, 13:25, 23:25         |          |           |
| 6. | 18. studenog 2023. | Zagreb, ŠSD Boško Božić Pepsi          | Don Bosco Zagreb - Enna Vukovar                | 0:3  | 23:25, 24:26, 23.25        |          |           |
| 7. | 19. studenog 2023. | Pula, SC Mirna                         | Pula - Split                                   | 0:3  | 15:25, 13:25, 24:26        |          |           |
| 8. | 18. studenog 2023. | Zaprešić, dvorana OŠ Antun Augustinčić | Nebo Zaprešić - Rijeka CO                      | 1:3  | 25:27, 18:25, 25:20, 22:25 |          |           |

### Četvrtzavršnica
| rb  | datum              | mjesto odigravanja                  | par                                              | rez. | setovi                     | napomene | izvještaj |
| --- | ------------------ | ----------------------------------- | ------------------------------------------------ | ---- | -------------------------- | -------- | --------- |
| 9.  | 31. siječnja 2024. | Vukovar, dvorana OŠ D. Tadijanović" | Enna Vukovar - Mladost Zagreb                    | 0:3  | 20:25, 15:25, 18:25        |          |           |
| 10. | 31. siječnja 2024. | Kaštel Stari, GD Kaštela            | Ribola Kaštela (Kaštel Stari) - Kelteks Karlovac | 0:3  | 25:27, 14:25, 16:25        |          |           |
| 11. | 31. siječnja 2024. | Rijeka, Dvorana Mladosti Trsat      | Rijeka CO - Dinamo Zagreb                        | 1:3  | 17:25, 25:21, 19:25, 17:25 |          |           |
| 12. | 31. siječnja 2024. | Split, SC Poljud                    | Split - Marina Kaštela (Kaštel Gomilica)         | 0:3  | 22:25, 20:25, 12:25        |          |           |

### Poluzavršnica
| rb  | datum             | mjesto odigravanja       | par                                               | rez. | setovi                     | napomene | izvještaj |
| --- | ----------------- | ------------------------ | ------------------------------------------------- | ---- | -------------------------- | -------- | --------- |
| 13. | 28. veljače 2024. | Zagreb, SD Pešćenica     | Dinamo Zagreb - Kelteks Karlovac                  | 3:1  | 25:17, 22:25, 25:14, 25:22 |          |           |
| 14. | 28. veljače 2024. | Kaštel Stari, GD Kaštela | Marina Kaštela (Kaštel Gomilica) - Mladost Zagreb | 1:3  | 25:23, 21:25, 21:25, 22:25 |          |           |

### Završnica
Vinkovci domaćin završnice kupa.
| rb  | datum            | mjesto odigravanja  | klub1         | klub2          | rez. | setovi                     | napomene                 | izvještaj |
| --- | ---------------- | ------------------- | ------------- | -------------- | ---- | -------------------------- | ------------------------ | --------- |
| 15. | 13. ožujka 2024. | Vinkovci, SD Lenije | Dinamo Zagreb | Mladost Zagreb | 1:3  | 21:25, 16:25, 25:19, 22:25 | "Mladost" pobjednik kupa |           |

## Vanjske poveznice
- natjecanja.hos-cvf.hr, Hrvatska odbojkaška natjecanja
- hos-cvf.hr, Hrvatski odbojkaški savez
- (engl.) hos-web.dataproject.com, Croatian Volleyball Federation